# Mecistops leptorhynchus
Mecistops leptorhynchus es una especie del género de cocodrílidos Mecistops, cuyos integrantes son denominados comúnmente gaviales africanos. Habita en ambientes acuáticos tropicales en la región centro-occidental de África.

## Taxonomía
Descripción original
Esta especie fue descrita originalmente en el año 1835 por el médico, escritor y zoólogo inglés Edward Turner Bennett, con el nombre científico de Crocodilus leptorhynchus, sobre la base de un espécimen que había muerto en el zoológico de Londres.
Localidad tipo
La localidad tipo referida es: “Fernando Poo” (hoy Bioko).
Holotipo
El ejemplar holotipo designado es el catalogado como: NHMUK 1947.3.6.35; se trata de un espécimen juvenil, que se encuentra depositado en el Museo de Historia Natural, de Londres.
Etimología
Etimológicamente, el término genérico Mecistops proviene de las palabras en el idioma griego antiguo, en donde: mēkist (μήκιστ) significa ‘más largo’ y ópsis (ὄψις) significa ‘aspecto’, en referencia al largo y delgado hocico.
El epíteto específico leptorhynchus también se construye con palabras en el idioma griego, en donde: "lepto" deriva de leptós que significa ‘delgado’ y rhynchos que significa ‘hocico’.
Historia taxonómica
Tradicionalmente este taxón se incluyó en la sinonimia de Mecistops cataphractus. Cuatro años después de un primer estudio sobre el tema, un análisis llevado a cabo en el año 2018 por el equipo compuesto por Matthew H. Shirley, Amanda N. Carr, Jennifer H. Nestler, Kent A. Vliet y Christopher A. Brochu, mediante el empleo de evidencia molecular y morfológica, demostró que las poblaciones orientales (las de África central) correspondían a una entidad distinta respecto a las de África Occidental, con diferencia suficiente para ser consideradas ambas, si bien superficialmente crípticas, especies plenas e independientes, por lo cual, se resucitó de la sinonimia de M. cataphractus al Crocodilus leptorhynchus de Bennett, por corresponderle este al taxón oriental, por ser el nombre válido más antiguo.

## Distribución y hábitat
Esta especie habita en ambientes acuáticos tropicales, siendo endémica del África Central, distribuyéndose en la República Democrática del Congo, en la República del Congo, en Guinea Ecuatorial, en Gabón, en el sur de Camerún, en el sur de la República Centroafricana, en el extremo oeste de Tanzania y en el norte de Zambia.

## Conservación
Los cocodrilos del género Mecistops están protegidos al estar en el Apéndice I de la CITES en todos los países de su área de distribución. No es muy perseguido por los cazadores ya que, en el comercio internacional de productos de cocodrilo, su piel se considera de menor valor respecto a las de otras especies.